# Gil Antônio Moreira
Gil Antônio Moreira (* 9. Oktober 1950 in Itapecerica) ist ein brasilianischer Geistlicher und römisch-katholischer Erzbischof von Juiz de Fora.

## Leben
Gil Antônio Moreira empfing am 18. Dezember 1976 die Priesterweihe für das Bistum Divinópolis.
Papst Johannes Paul II. ernannte ihn am 14. Juli 1999 zum Weihbischof in São Paulo und Titularbischof von Turris in Mauretania. Der Apostolische Nuntius in Brasilien, Erzbischof Alfio Rapisarda, spendete ihm am 16. Oktober desselben Jahres die Bischofsweihe; Mitkonsekratoren waren Cláudio Hummes OFM, Erzbischof von São Paulo, und Cristiano Portela de Araújo Pena, Bischof von Divinópolis. Als Wahlspruch wählte er SCIS AMO TE.
Am 7. Januar 2004 wurde er zum Bischof von Jundiaí ernannt und am 15. Februar desselben Jahres in das Amt eingeführt. Am 28. Januar 2009 wurde er zum Erzbischof von Juiz de Fora ernannt.